# Šume pretplaninskog pojasa Hrvatske
Pretplaninski pojas ili subalpski pojas dio je Eurosibirsko-sjevernoameričke regije u fitogeografskoj raspodjeli Hrvatske. Rasprostire se na nadmorskim visinama od 1100 do 1700 m i uključuje šumske zajednice unutrašnjih Dinarida. Geološku podlogu najvećim dijelom čine vapnenci koji mogu izbijati na površinu, te stvaraju tipičnu sliku hrvatskog krša. U donjim dijelovima ovog pojasa prevladavaju vapnenačka smeđa tla, a u višim vapnenačko-dolomitne crnice. Utjecaj čovjeka bio je slab zbog teške pristupačnosti terena i oštre klime. U većoj mjeri iskrčene su jedino šume planinskih zaravni, koje su pretvorene u pašnjake.
Pretplaninski pojas dijeli se u dva potpojasa:
- Niži potpojas

Šumsku vegetaciju nižeg potpojasa čine subalpske bukove šume (zajednica Homogyno sylvestris-Fagetum) koje pripadaju široj grupi ilirskih bukovih šuma, te šume jele i smreke koje su borealnog karaktera tj. ostaci vegetacije koja je na ovom području bila šire rasprostranjena tijekom ledenih doba.
- Viši potpojas

U Gorskom kotaru zauzima prostore iznad 1350 m nadmorske visine, a na Velebitu iznad 1450 m nadmorske visine. Klima je hladna s prosječnom godišnjom temperaturom od oko 2 oC, a prosječna godišnja količina oborina kreće se od oko 2000 mm na Velebitu do preko 4000 mm na Risnjaku. Vrlo je izražen utjecaj jakih vjetrova i dugog zadržavanja snijega. Geološku podlogu čine vapnenci, a tla su karbonatne crnice.
Vegetaciju ovog potpojasa čini najvećim dijelom klekovina bor krivulj (Pinus mugo) s kojim često raste i velelisna vrba (Salix appendiculata), a mjestimično kao klekovina može biti razvijena i bukva. Klekovina bora krivulja čini zadnju zonu šumske vegetacije. Iznad nje raste vegetacija planinskih travnjaka (rudina) i pukotina stijena, koja je izuzetno bogata endemičnim vrstama.

## Subalpske šume bukve (Homogyno sylvestris-Fagetum)
Ove šume razvijaju se iznad bukovo-jelovih šuma, a iznad njih raste klekovina bora krivulja. Rasprostanjene su na nadmorskim visinama od 1100 do 1500 m. Geološku podlogu čine vapnenci i dolomiti iznad kojih su razvijena humozna smeđa tla ili, u višim predjelima, crnice. Za subalpske šume bukve karakteristično je da se razvijaju u području niskih temperatura, kratke vegetacijske sezone, te jakog utjecaja vjetra i snijega. Posljedica toga je da su bukve relativno niske, u donjem dijelu savijene, čvorastih grana okrenutih u smjeru puhanja vjetra. Na gornjoj granici rasprostranjenja, bukve se više uopće ne razvijaju u obliku stabla, već tvore grmoliku vegetaciju, tzv. klekovinu bukve. Radi niskih temperatura i dugog ležanja snijega na tlu, znatno je usporena razgradnja otpalog lišća, pa se stvara debeli sloj humusa koji je karakterističan za ove šume.
U sloju drveća dominira bukva, a čest je gorski javor (Acer pseudoplatanus). Mjestimično se mogu javljati jela i smreka. Sloj grmlja dobro je razvijen, a čine ga uglavnom iste vrste kao i brdskim šumama bukve. Mogu se naći još i velelisna vrba (Salix appendiculata), alpski ribiz (Ribes alpinum), kupina kamenjarka (Rubus saxatilis), te šumska ruža (Rosa pendulina). Zbog gustog sklopa bukovih stabala, do tla dopire mala količina svjetla, tako da je sloj prizemnog raslinja slabije razvijen. U njemu rastu šumska urezica (Homogyne sylvestris), okruglolisna kamenika (Saxifraga rotundifolia), praseće zelje (Aposeris foetida), hrvatska zvjezdanka (Astrantia major subsp. croatica), medvjeđi i planinski luk (Allium ursinum, Allium victorialis), mliječ (Cicerbita alpina), kao i platanolisni žabnjak (Ranunculus platanifolius).

## Klekovina bora krivulja (Lonicero borbasiane-Pinetum mugi)
Klekovina bora razvijena je u prosjeku iznad 1350 m nadmorske visine i čini zadnju zonu šumske vegetacije. Osobito je dobro očuvana na Risnjaku i sjevernom Velebitu, dok je na južnom znatno iskrčena radi dobivanja ljetnih pašnjaka. Raste iznad vapnenačkih stijena na vrlo plitkom tlu sa sirovim humusom, koji nastaje sporim raspadanjem borovih iglica. Klima je umjereno hladna, količina oborina velika, a utjecaj snijega i vjetra jak. Klekovina bora krivulja razvijena je u obliku vrlo guste, gotovo neprohodne šikare visoke do 2,5 m. Nije slojevita, te se ne razlikuje sloj drveća i sloj grmlja. U vrijeme ledenih doba klekovina bora krivulja bila je rasprostranjena i na znatno manjim nadmorskim visinama. Na nižim položajima danas je nalazimo na dnu ponikvi, gdje se zbog temperaturne inverzije skuplja hladan zrak. U flornom sastavu zajednice značajan je velik udio borealnih i arktičkih biljnih vrsta, koje su na ove prostore stigle u vrijeme ledenih doba.
Neke od najčešćih vrsta su uz bor krivulj (Pinus mugo) i velelisna vrba (Salix grandifolia), jarebika (Sorbus aucuparia var. glabrata), planinska kozlokrvina (Lonicera borbasiana), mukinjica (Sorbus chamaemespilus), borovica (Juniperus nana), dunjarica (Cotoneaster intergerrimus), borovnica (Vaccinium myrtilus), brusnica (Vaccinium vitis-idaea), dlakavi sleč (Rhododendron hirsutum), bijela čemerika (Veratrum album), te europska planinčica (Trollius europaeus).

## Šume smreke
Centar rasprostranjenja smreke su više planine srednje Europe i sjeverna Europa. Stoga ona kod nas ne izgrađuje neku šumsku zonu kao što je to slučaj npr. s bukvom ili hrastom kitnjakom. Prirodno je rasprostranjena na dva tipa staništa. Jedno su ponikve, uvale i klanci gorske Hrvatske u kojima se zbog temperaturne inverzije skuplja hladan zrak, tzv. mrazišta, pa takve specifične mikroklimatske prilike omogućuju konkurentnost smreke u odnosu na druge drvenaste vrste. Taj tip smrekovih šuma (Aremonio-Piceetum) predstavlja reliktnu vegetaciju ledenih doba, kada je borealna vegetacija bila rasprostranjena znatno dalje na jug. Uspijeva na podzolastim tlima, na nadmorskim visinama od 900 do 1100 m. Poznate šume ovog tipa su posebni rezervat šumske vegetacije Štirovača na sjevernom Velebitu i šume u Lazcu (Lazac Lokvarski, općina Lokve) između Risnjaka i Snježnika.
Drugi tip staništa su strme vapnenačke stijene s vrlo malo tla, tako da je zbog oskudnih uvjeta onemogućen rast drugih drvenastih vrsta. Kako je smreka tzv. pionirska vrsta tj. može rasti u vrlo skromnim uvjetima s malo tla i vode, ona je osvojila takva staništa i izgrađuje poseban tip šume (Listero-Piceetum abietis). Ova šumska zajednica razvija se na nadmorskim visinama od 950 do 1450 m nadmorske visine. Raste na Samarskim i Bijelim stijenama, na Lubenovcu (sjeverni Velebit), te u Smrekovcu (Risnjak).
No osim na ovim prirodnim staništima, smreka je tijekom 19. stoljeća, kao jedna od najznačajnijih šumarskih vrsta, i to prije svega zbog brzog rasta i skromnih zahtjeva, sađena i na mnoga druga područja, gdje su iskrčeni drugi tipovi šuma, npr. brdske bukove šume ili šume bukve i jele, tako da je smreka danas rasprostranjena šire no što bi to prirodni uvjeti dozvolili.